# 프리 재즈
프리 재즈(free jazz)는 재즈의 (연주 형태 및 주법에 대한) 표현 총칭 중 하나이다. 기존의 재즈 음악 양식, 서양 음악의 이론이나 양식에서 벗어난 재즈 음악 양식이 특징이다. 대표적인 프리 재즈 음악가로는 오넷 콜먼, 존 콜트레인, 에릭 돌피가 있다.